# Steve Williams (rockový bubeník)
Steve Williams (* 17. září 1953 Caerphilly, Wales) je bubeník velšské heavy metalové skupiny Budgie. Do skupiny vstoupil koncem roku 1974 pro nahrávání alba Bandolier. Později působil ve skupině Mr. Hate Steve Williams hraje na bicí značky Pearl a činely Paiste.

## Diskografie
- Bandolier (1975)
- If I Were Brittania I'd Waive the Rules (1976)
- Impeckable (1978)
- If Swallowed Do Not Induce Vomiting (1980)
- Power Supply (1980)
- Nightflight (1981)
- Deliver Us from Evil (1982)
- The Last Stage (2004)
- Life in San Antonio (2002)
- You're All Living in Cuckooland (2006)
- Transience *

Na všech albech hrák se skupinou Budgie, kromě označeného * se skupinou LowLife